# 麻世れいら
麻世 れいら（ませ れいら、1954年（昭和29年）1月27日 - 未詳）は、日本のタレント、ラジオパーソナリティ、リポーター。本名：間瀬文恵。

## 来歴
愛知県名古屋市出身。兄が居る。金城学院大学中退。1974年（昭和49年）にデビュー。
『独占!おとなの時間』の出演時は「モア・エレクト姐ちゃん」と呼ばれた。そして『トゥナイト』の「男の社長大学」コーナーでの「社長～!」の台詞でもおなじみになった。
心理学者の渡邊芳之のTwitterによると麻世は故人であるが、正確な没年月日・死因は不明である。

## 出演番組

### テレビ
- 独占!おとなの時間（東京12チャンネル）
- トゥナイト（テレビ朝日）
- 独占!女の60分（テレビ朝日）[4]
- 街かどテレビ11:00（TBSテレビ（東京放送））
- スーパーワイド（TBSテレビ（東京放送））

### ラジオ
- れいらの夜のアラベスク（岐阜放送ラジオ）
- ミッドナイト東海（東海ラジオ、1978年（昭和53年）10月 - 1982年（昭和57年）3月）[6][7]
- ジャンボリクエストAMO（東北放送ラジオ）[8]
- ラジオ寄席（TBSラジオ）[1]
- 銀座ナイトショー（TBSラジオ）[1]

## 著書
- エッチな女の子（廣済堂出版）
- 自分の会社をもったら面白い : 人がやらないからオレがやる、無一文から男が一国一城の主になる時（日新報道）

## 曲
- ふられ同志 - 大木凡人とデュエット